# Festuca krivotulenkoae
Festuca krivotulenkoae är en gräsart som beskrevs av Evgenii Borisovich Alexeev. Festuca krivotulenkoae ingår i släktet svinglar, och familjen gräs. Inga underarter finns listade i Catalogue of Life.